# 钱皇后 (刘豫)
钱皇后（?—?），中国两宋之际时代金朝扶植的刘齐皇帝刘豫的皇后。
按照《宋史》钱氏为“宣和内人”，即宋徽宗的宫女。何时出嫁刘豫为妾则未见记载。钱氏熟悉宫掖事，因此被刘豫立为皇后。
劉豫被金太宗立为傀儡皇帝後，建立朝廷，欲建立后宫的制度，因而在1130年十月，刘豫追尊其祖父刘忠為齐徽祖，父親為齐衍祖，尊母親翟氏为皇太后，将还是妾室的钱氏冊立为皇后，史書之後没有關於钱皇后的記載。